# L'arte della gioia
L'arte della gioia è un romanzo di Goliarda Sapienza; finito di scrivere nel 1976, la prima parte fu pubblicata nel 1994 e l'edizione integrale postuma nel 1998.
Il testo è scritto per la maggior parte in prima persona (di Modesta), ma talvolta anche in terza persona, soprattutto nella prima parte del romanzo, e vengono spesso cambiati i registri linguistici.

## Storia editoriale
Goliarda Sapienza ha iniziato il romanzo nel 1967 e lo ha terminato il 21 ottobre 1976, a Gaeta, con la revisione finale del marito Angelo Pellegrino. Lo scrisse completamente a mano e solitamente durante la mattina; il pomeriggio riceveva l'amica Pilù, a cui rileggeva quanto scritto e chiedeva consiglio.
L'autrice riuscì a farne pubblicare solo la prima parte nel 1994 da Stampa Alternativa: da alcune case editrici, come Feltrinelli, venne giudicato troppo tradizionale, da altre troppo sperimentale e immorale. Fu Angelo Pellegrino a farlo pubblicare postumo a proprie spese nel 1998 (dopo 22 anni dalla stesura) e in un numero limitato di copie (circa un migliaio), sempre da Stampa Alternativa.
Nel 2001 la produttrice e dirigente di Rai Tre Loredana Rotondo dedicò una puntata del suo programma Vuoti di memoria alla scrittrice, dal titolo Goliarda Sapienza, l'arte di una vita, destando un certo interesse nei confronti del romanzo tale da permetterne una ristampa dalla casa editrice Stampa Alternativa.
All'estero venne quindi proposto il testo da Angelo Pellegrino a Waltraud Schwarze, scopritrice di talenti letterari sconosciuti, che ne fece uscire una copia tradotta in tedesco e divisa in due parti, In den Himmel stürzen (edizione 2005) e Die Signora (edizione 2006), ne venne pubblicata una edizione completa nel 2013, Die Unvorhersehbarkeit der Liebe. Schwarze la propose alla collega Viviane Hamy, allora allieva in Francia di Robert Laffont. Il testo venne tradotto nel 2005 anche in francese da Nathalie Castagné, L'art de la joie, ottenendo un notevole successo.
Il testo quindi è stato tradotto in più lingue, e in Italia è stato pubblicato da Einaudi nel 2008, a 32 anni dalla fine della stesura, e da Mondadori nel 2009.
Nel 2016 vengono raccolte le lettere inedite di Goliarda Sapienza, nel volume la Cronistoria di alcuni rifiuti editoriali dell'Arte della gioia (Edizioni Croce), al fine di ricostruirne le vicende editoriali avverse.
(Nathalie Castagné, traduttrice)

## Trama
Racconta della vita di Modesta, a partire dall'infanzia fino all'età matura, e del suo modo di trascorrerla fuori dagli schemi.

### Parte prima
Modesta, il personaggio principale, vive con la poverissima famiglia composta da madre e sorella disabile in un paese povero della Sicilia. Unico amico è Tuzzu, il ragazzo con cui si confida ed inizia a parlare di masturbazione ed eccitazione. Il violento padre naturale di Modesta, in visita alla madre, violenta la figlia e il gran trambusto porta a un incendio in cui muoiono la madre e la sorella. Modesta viene quindi accolta ancora bambina in un convento. Nel convento viene educata e istruita. Gli scambi affettuosi con la madre superiora portano a un alterco e a una simulazione di tentato suicidio per non essere cacciata in un orfanotrofio. Unico amico che ha al convento è il giardiniere Mimmo, che le parla della vita. La morte della madre superiora, Leonora, che aveva tenuto conto di Modesta nel proprio testamento, apre alla protagonista la possibilità di trasferirsi presso la famiglia nobile e benestante della superiora. All'inizio Modesta crede di dover prendere i voti per condurre una vita non povera e dignitosa. Nel corso del soggiorno presso la villa del Carmelo, però, capisce di poter restare in quella casa anche senza dover prendere i voti. Inizia una tenera relazione con Beatrice, figlia della madre superiora Leonora e nipote della anziana principessa a capo della famiglia, Gaia. Inizia anche ad aiutare Gaia nella gestione degli affari della famiglia e in questo modo ne conquista la fiducia. Per questo, Gaia organizza la sua successione, facendole sposare con un matrimonio di convenienza l'unico vero erede dei Brandiforti, Ippolito, il figlio disabile. In quella villa Modesta scopre la cultura nella stanza dello zio Jacopo, la dipendenza delle persone da lei come succede a Ippolito e la possibilità di manipolare le persone grazie a Gaia. Scopre anche una sessualità diversa da quella omosessuale insieme all'uomo che gestisce le terre per la signora Gaia, Carmine. Modesta resta incinta di quest'uomo, ma il bambino viene fatto passare come figlio di Ippolito e per questo erede maschio della casata. Il bimbo si chiamerà Eriprando. In questo modo Modesta si assicura il posto di principessa dopo la morte di Gaia.

### Parte seconda
Rimasta sola con Beatrice dopo la morte di Gaia, va a vivere a Catania, sempre odiata dalla vecchia padrona. Modesta inizia a capire il fardello di essere la principessa, obbligata agli affari e senza tempo per sé o Beatrice. Entrambe conoscono Carlo, dottore milanese e comunista. La famiglia Brandiforti si trasferisce in una villa al mare, villa Suvarita, che diventerà il centro della vita della protagonista. Lì Carmine va più volte a trovare Modesta e i due passano lunghe notti d'amore e di condivisione. Nel frattempo, durante il giorno, il timido dottore Carlo si innamora di Modesta, ma non riesce a carpirne l'immensità del desiderio. Beatrice, ignara di questo, si innamora di Carlo, lo sposa e si trasferisce con lui a Catania. I due avranno presto una figlia, Bambolina anche detta Bambù. Sono gli anni '20, di rivolte e di grandi idee. Carlo va e viene dal nord e porta sempre nuove idee e storie. Carmine muore e Modesta ne conosce i figli. Mattia è quello con cui si scontra verbalmente ma con cui inizia anche una relazione, trattandolo da immaturo e cercando in lui il tanto amato Carmine. Ippolito, da tempo curato da altre badanti, ha un rapporto con una di queste, Inès, che partorisce Jacopo e che lascia alla famiglia Brandiforti, andandosene. Modesta, ormai appassionata di politica, entra nei giri dei comunisti di Catania e si iscrive all'università. Quando lo scontro si fa più acceso, Carlo viene gravemente ferito da un gruppo di fascisti e muore. I suoi amici comunisti lo vendicano e in particolare Modesta, grazie all'aiuto del fidatissimo amico di famiglia Pietro si assicura del compimento della vendetta. Il fratello di Mattia ha legami con gli assassini di Carlo, e Modesta, in un alterco con l'amante, spara a Mattia.

### Parte terza
Modesta e Mattia si sono feriti a vicenda senza uccidersi, ma lasciandosi un segno indelebile. Beatrice, rimasta vedova, si lascia morire. Questa ondata di morte porta con sé tanti bambini in quella casa: Prando, Jacopo, Bambolina. Modesta assume Stella come aiutante insieme al suo figliolo, 'Ntoni. Su suggerimento di Pietro, Modesta adotta anche un'altra ragazzina, Mela, che si rivelerà essere una gran musicista. Modesta, ormai punto di riferimento per gli intellettuali di sinistra dell'epoca (tra cui l'amico di Carlo, José), dà rifugio a Joyce, una ricca psicologa che fugge dal fascismo. Le due iniziano una relazione che dura molti anni. Insieme si inebriano di cultura e crescono i tanti bambini. L'amore con Joyce ha comunque degli alti e bassi dovuti al fatto che Joyce soffre di depressione tentando più volte il suicidio. Il fratello di Joyce, un fautore del nazismo in Germania e innamorato dell'Italia, Timur, viene a cercarla a casa di Modesta. Joyce tenta nuovamente il suicidio e Modesta si rende conto di essersi disinnamorata di lei.

### Parte quarta
Modesta riprende una breve relazione con Mattia, tornato arricchito dall'America. Joyce lascia definitivamente villa Suvarita. I ragazzi e le ragazze adesso sono grandi, parlano di politica e hanno caratteri ben determinati. Modesta gioisce di questi anni pieni di gioventù. Sono però anche gli anni del duro fascismo, dei fasci littori. Casa di Modesta è un'isola felice in un'Italia sempre più nera. All'inizio della seconda guerra mondiale Modesta viene arrestata dai fascisti. In detenzione (dove resta cinque anni) lega molto con Nina, la compagna di cella, romana verace, figlia di una famiglia anarchica e popolare. Le due si apprezzano e riescono ad aiutarsi a vicenda nei momenti più disumani di quella detenzione. Vengono trasportate poi in un'isola al largo della Campania. Verso la fine della guerra, in quell'isola Modesta patisce la fame e si ammala di tifo. Nina le sta accanto fino alla fine e riesce a salvarla, insieme all'aiuto di Jacopo e Pietro. Risvegliatasi a casa, Modesta sente tutte le storie della sua famiglia da Bambolina, che nel frattempo si è sposata e ha avuto un figlio insieme a Mattia, Beatrice. Stella, invece, è morta dando alla luce il figlio di Prando, Carluzzu. Nina, ripresa con sé la figlia Olimpia, si trasferisce in Sicilia insieme a Modesta. Le tre donne attendono il ritorno degli uomini di casa dalla guerra, di cui non hanno notizie. 'Ntoni torna distrutto psicologicamente dalla guerra, nonostante riesca poi a ritrovare la comicità che c'è in lui. Prando torna spinto dalla costruzione di questa nuova Italia repubblicana. Jacopo torna come un soldato americano, muscolosissimo e pieno di cuore e amore. A Modesta viene proposto di candidarsi come deputata, ma rifiuta, scatenando le ira di Prando. Modesta collabora con un giornale ma viene censurata da Joyce, che nel frattempo si è trasferita a Roma, si è rammollita nelle idee e si è sposata con un uomo. Lasciata la politica e l'attività giornalistica, Modesta apre una piccola libreria locale. Gli ultimi anni sono dediti ad ascoltare la generazione successiva e a finanziarne i viaggi e le avventure. Jacopo segue José e diventa professore nel Nord Italia. Prando diventa un avvocato e si sposa con Amalia. 'Ntoni continua la sua carriera recitativa. Mela vive e suona in America. Carluzzu cresce e riempie il cuore della nonna di felicità.

## Altri media
Nel 2024 è stata realizzata una miniserie televisiva, diretta da Valeria Golino e prodotta da Sky Studios e HT Film con protagonista Tecla Insolia. È stata trasmessa su Sky Atlantic nel febbraio 2025.

## Edizioni
- Goliarda Sapienza, L'arte della gioia (Parte prima), Terni, Stampa alternativa - Nuovi equilibri, 1994,  p. 189.[10]
- Goliarda Sapienza, L'arte della gioia, Roma, Stampa alternativa - Nuovi equilibri, 1998,  p. 626, ISBN 978-88-7226-408-9.[11]
- Goliarda Sapienza, L'arte della gioia, Roma, Stampa alternativa - Nuovi equilibri, 2006,  p. 569, ISBN 978-88-7226-926-8.[12]
- Goliarda Sapienza, L'arte della gioia, Torino, Giulio Einaudi editore, 2008,  p. 540, ISBN 978-88-0618-946-4.[6]
- Goliarda Sapienza, L'arte della gioia, Milano, Mondolibri, Area Retail del Gruppo Mondadori, 2009,  p. 540.[7]
- Goliarda Sapienza, L'arte della gioia, Torino, Giulio Einaudi editore, 2009,  p. 540, ISBN 978-88-0619-960-9.[13]
- Goliarda Sapienza, La mia parte di gioia, Torino, Giulio Einaudi editore, 2013,  p. 222, ISBN 978-88-0621-735-8.[14]
- Goliarda Sapienza, L'arte della gioia, Torino, Giulio Einaudi editore, 2014,  p. 540, ISBN 978-88-0621-967-3.[15]

## Traduzioni

### francesi
- (FR) Goliarda Sapienza, L'art de la joie, traduzione di Nathalie Castagné, V. Hamy, 2005,  p. 636, ISBN 978-28-7858-215-4.[16]
- (FR) Goliarda Sapienza, L'art de la joie, traduzione di Nathalie Castagné, Éd. France Loisirs, 2006,  p. 928, ISBN 978-27-4419-358-3.[17]
- (FR) Goliarda Sapienza, L'art de la joie, traduzione di Nathalie Castagné, Pocket, 2008,  p. 835, ISBN 978-22-6617-801-3.[18]
- (FR) Goliarda Sapienza, L'art de la joie, traduzione di Nathalie Castagné, Le Tripode, 2015,  p. 640, ISBN 978-23-7055-044-6.[19]
- (FR) Goliarda Sapienza, L'art de la joie, traduzione di Nathalie Castagné, Parigi, Le Tripode, 2016,  p. 797, ISBN 978-23-7055-102-3.[20]

### inglesi
- (EN) Goliarda Sapienza, The Art of Joy, traduzione di Anne Milano Appel, Penguin UK, 2013,  p. 400, ISBN 978-01-4197-286-2.[21]
- (EN) Goliarda Sapienza, The Art of Joy, traduzione di Anne Milano Appel, New York, Farrar, Straus and Giroux, 2013,  p. 684, ISBN 978-03-7410-614-0.[22]
- (EN) Goliarda Sapienza, The Art of Joy, traduzione di Anne Milano Appel, New York, Farrar, Straus and Giroux, 2014, ISBN 978-03-7470-894-8.[23]

### tedesche
- (DE) Goliarda Sapienza, Die Unvorhersehbarkeit der Liebe, traduzione di Esther Hansen, Constanze Neumann, Aufbau Taschenbuch Verlag, 2013,  p. 864, ISBN 978-38-4120-693-0.[24]

### danesi
- (DA) Goliarda Sapienza, Kunsten at glædes, Grønningen, 2021,  p. 637, ISBN 978-87-7339-047-4.[25]

### polacche
- (PL) Goliarda Sapienza, Sztuka radości, Wydawnictwo Kobiece, 2018, ISBN 978-83-6613-478-2.[26]

### spagnole
- (ES) Goliarda Sapienza, El arte de la alegría, Barcellona, Lumen, 2022,  p. 767, ISBN 978-84-2641-833-3.[27]